# Horácio Farnésio
Horácio Farnésio (em italiano Orazio Farnese; Valentano, 1531 – Hesdin, 18 de julho de 1553) foi o terceiro Duque de Castro, tendo sucedido a seu irmão mais velho, Octávio Farnésio (Ottavio Farnese).

## Biografia

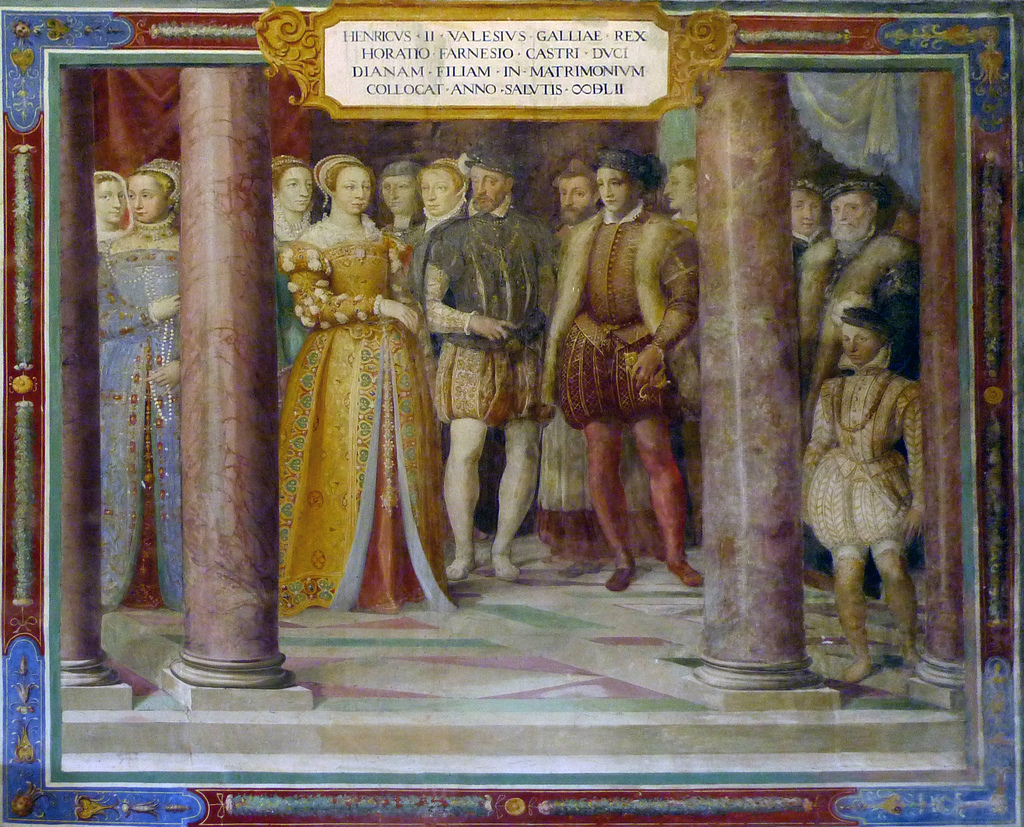
Casamento de Horácio Farnésio com Diana de França

Quarto filho de Pedro Luís Farnésio (Pier Luigi Farnese) e de Jerónima Orsini (Gerolama Orsini), Horácio pertencia à poderosa família Farnésio, tendo nascido no castelo de Valentano num período ocorrido entre o retiro de seu pai a uma vida mais privada e a elevação de seu avó ao trono Pontifício como Paulo III. Era irmão dos cardeais Rainúncio (Ranuccio) e  Alexandre (Alessandro) e de Octávio Farnésio (Ottavio), duque de Parma.
Em 1543, com doze anos de idade e de acordo com a política de equidistância entre a França e o Império seguida por Paulo III, foi mandado aprender a tradição da cavalaria para a corte de Francisco I de França.
Em Junho de 1547 os agentes do Papa e os do rei Henrique II de França celebraram um contrato que estipulava o matrimónio entre Horácio e Diana de França, filha natural do rei. Horácio recebeu a promessa do ducado de Castro, de 200.000 escudos e de uma renda de 25.000 escudos constituída em Itália.
Com a morte de Pedro Luís, ocorrida também em 1547, Horácio é investido do ducado de Castro e do cargo de Prefeito de Roma.
Em 1551, por ocasião das guerras ocorridas em Parma, Horácio perde a cadeira de Prefeito de Roma e vê o seu ducado de Castro sob sequestro com uma guarnição pontifícia posicionada nas fortalezas do ducado. Com a paz de 1552, o Papa Júlio III restitui-lhe o seu ducado.
O casamento de Horácio e Diana foi, finalmente celebrado em Paris em 13 de Fevereiro de 1553. O enxoval dos noivos ficou inteiramente a cargo de Henrique II de França.
Infelizmente o destino cruel estava à espreitar. Durante o Verão de 1553 Horácio encontrava-se em Hesdin, uma pequena cidade de fronteira do Artois, quando Emanuel Felisberto de Saboia empreendeu o assédio por conta do imperador Carlo V.
No dia 18 Julho de 1553, o duque de Castro foi morto por um tiro de arcabuz, deixando Diana viúva após cinco meses e cinco dias de matrimónio.
Não deixou herdeiros pelo que o ducado de Castro voltou a seu irão Octávio.